# Diocèse de Montelíbano
Le diocèse de Montelíbano (en latin : Dioecesis Monslibanensis ; en espagnol : Diócesis de Montelíbano) est un diocèse de l'Église catholique en Colombie, suffragant de l'archidiocèse de Carthagène des Indes.

## Territoire

Il comprend les municipalités d'Ayapel, Buenavista, La Apartada, Montelíbano, Puerto Libertador, San José de Uré et Tierralta du département de Córdoba. Le reste de ce département étant géré par le diocèse de Montería.
Il possède un territoire d'une superficie de 12 152 km2 divisé en 20 paroisses. Le siège épiscopal est dans la ville de Montelíbano où se trouve la cathédrale Sainte-Croix.

## Historique
La prélature territoriale del Alto Sinú est érigé le 25 avril 1969 par la constitution apostolique Ex quo Deo du pape Paul VI en prenant sur le territoire du vicariat apostolique de San Jorgeet du diocèse de Montería. La ville de Montelíbano est désignée comme siège épiscopal et la prélature est nommée suffragante de l'archidiocèse de Carthagène des Indes.
Elle est élevée au rang de diocèse, sous son nom actuel, le 29 décembre 1998 par la constitution apostolique Ministerium totius du pape Jean-Paul II.

## Évêques
- Alfonso Sánchez Peña, C.M.F (28 juillet 1969 - 16 février 1989)
- Flavio Calle Zapata (16 février 1989 - 16 février 1993), nommé évêque de Sonsón-Rionegro
- Julio César Vidal Ortiz (16 décembre 1993 - 31 octobre 2001), nommé évêque de Montería
- Edgar de Jesús García Gil (28 octobre 2002 - 24 mai 2010), nommé évêque de Palmira
- Luis José Rueda Aparicio (2 février 2012 - 19 mai 2018), nommé archevêque de Popayán
  - Ramón Alberto Rolón Güepsa (7 juillet 2018 - 4 mars 2020) (administrateur apostolique)
- Farly Yovany Gil Betancur, depuis le 4 mars 2020